# Parque de la Campa de los Ingleses
El parque de la Campa de los Ingleses es un parque ubicado en Abandoibarra, en la villa de Bilbao. Próximo al muelle homónimo, debe su denominación a que desde el siglo XVII y hasta 1908 dicha campa albergó un cementerio británico, siendo utilizada como pista de aterrizaje o campo de fútbol, donde los marineros ingleses que llegaban a Bilbao a bordo de los barcos MacAndrews pasaban sus ratos libres practicando un deporte por entonces desconocido para los bilbaínos.

## Superficie
Con una superficie total de 24.580 metros cuadrados, ocupa el espacio existente entre las inmediaciones del Museo Guggenheim Bilbao y el puente de Deusto y rodea los nuevos edificios de Abandoibarra, como la Biblioteca de la Universidad de Deusto, el Paraninfo de la Universidad del País Vasco y la Torre Iberdrola, entre otros.
De la superficie total, 10.123 cuadrados corresponden al tramo comprendido entre la Avenida Abandoibarra, la Alameda de Mazarredo y la calle Ramón Rubial mientras que el espacio entre esta última y el puente de Deusto ocupa los 14.457 metros cuadrados restantes.

### Equipo de arquitectos
El diseño de este parque fue objeto de un Concurso de Ideas celebrado en 2007 y que ganó el equipo formado por Diana Balmori y RTN Arquitectos, que presentaron un proyecto denominado “Campa 2000”. La misma arquitecta es autora de la Plaza Euskadi.